# Neocrepidodera ferruginea
Neocrepidodera ferruginea är en skalbaggsart som först beskrevs av Giovanni Antonio Scopoli 1763.  Neocrepidodera ferruginea ingår i släktet Neocrepidodera, och familjen bladbaggar. Arten är reproducerande i Sverige.

## Bildgalleri

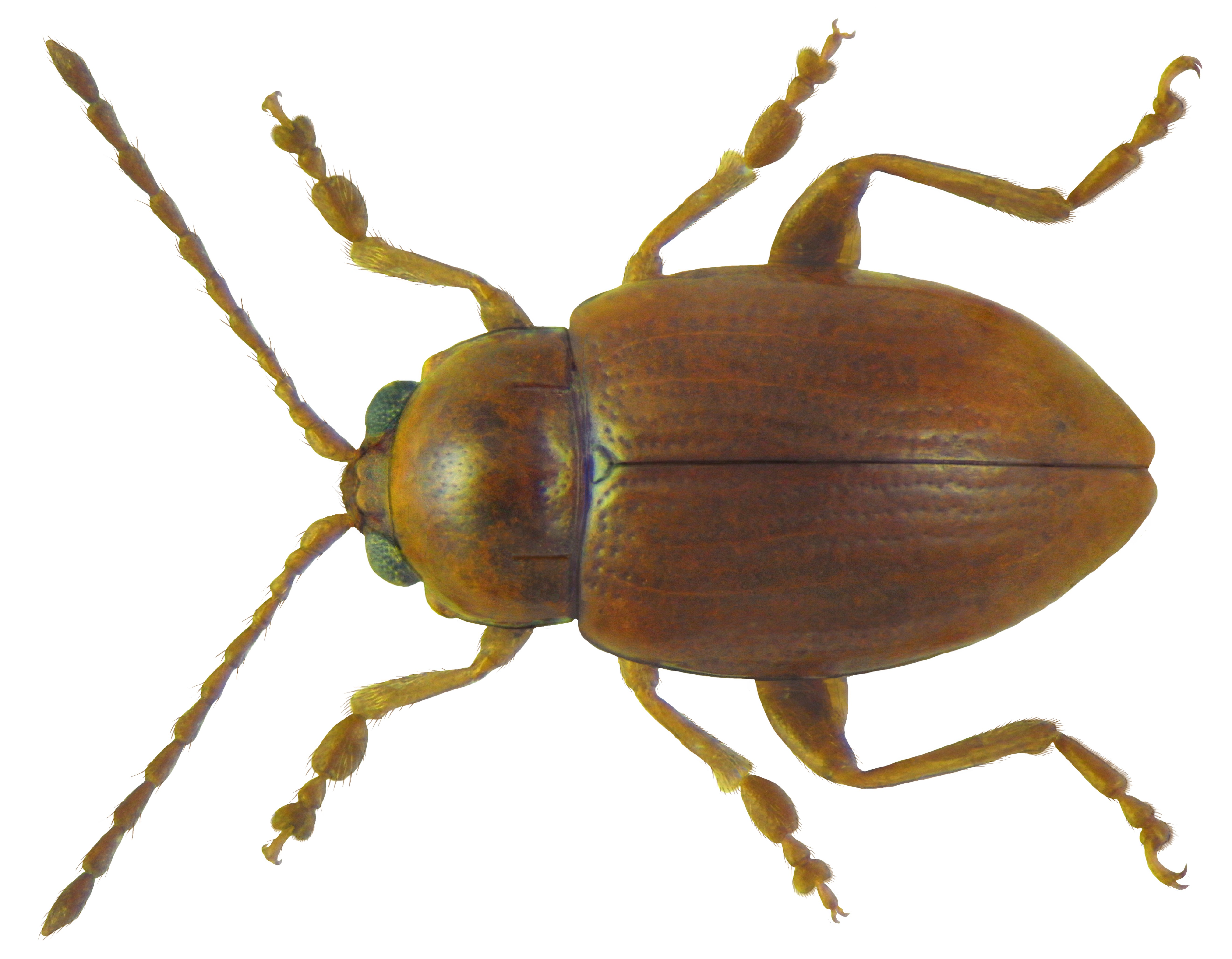
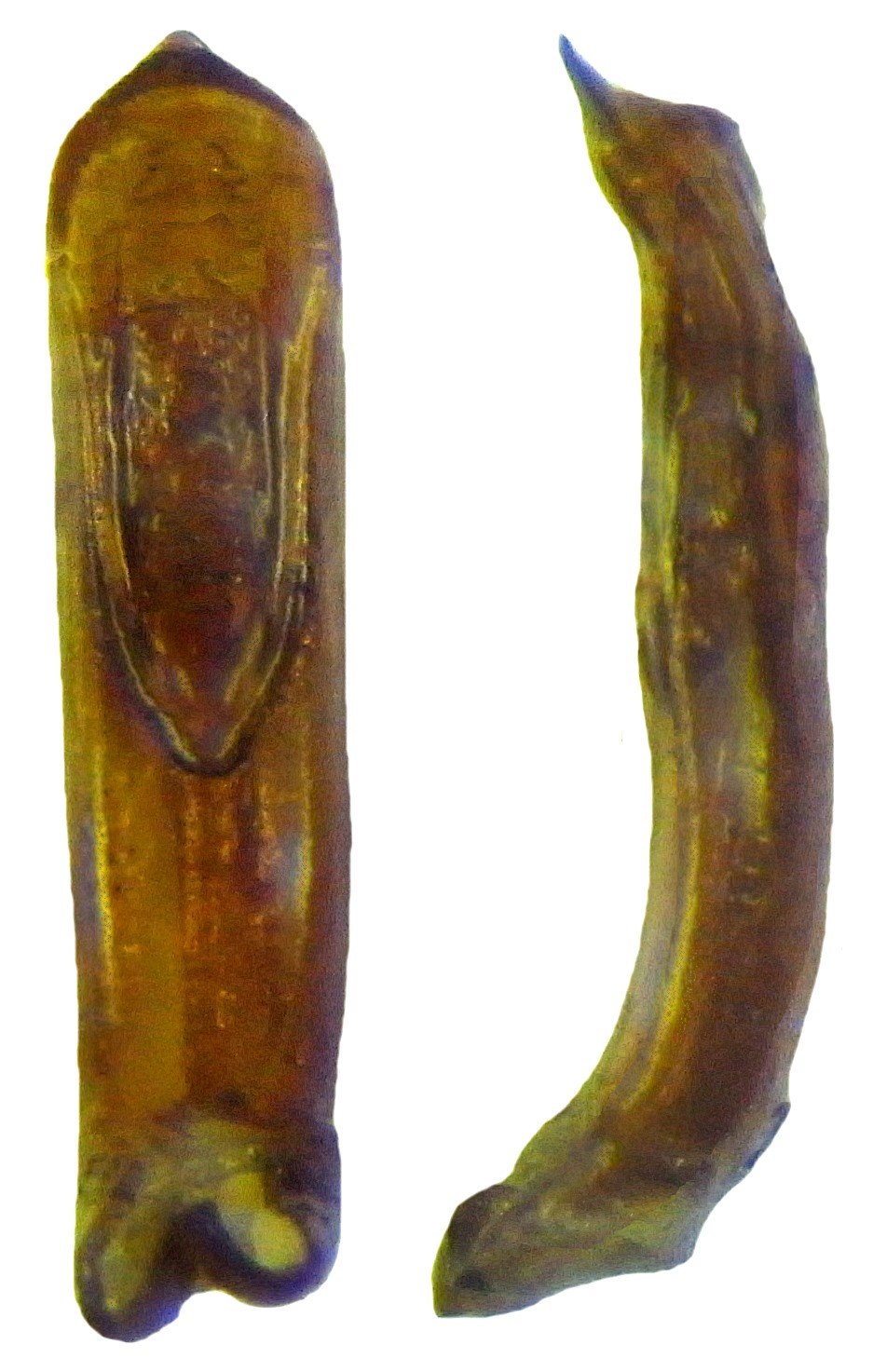